# Milinów
Milinów [miˈlinuf] es un pueblo en el distrito administrativo de Gmina Władysławów, dentro de Condado de Turek, Voivodato de Gran Polonia, en el oeste de Polonia central. Se encuentra aproximadamente a 4 kilómetros  al norte de Władysławów, a 13 kilómetros del norte de Turek, y a 111 kilómetros del este de la capital regional Poznan.
El pueblo tiene una población de 112 habitantes.